# Sweet Saraya
Pour les articles homonymes, voir Hamer.
Julia Hamer (née le 18 octobre 1971 à Penzance) est une catcheuse (lutteuse professionnelle) et promoteur de catch britannique. Elle est principalement connue pour son travail en Grande-Bretagne à la World Association of Wrestling ainsi qu'en Amérique du Nord à partir de 2011 où elle travaille fréquemment à la Shimmer Women Athletes et en devient la championne ainsi qu'à la Shine Wrestling et à la Northern Championship Wrestling. Elle est aussi la mère de la catcheuse Saraya-Jade Bevis aussi connue sous le nom de ring de Paige.

## Jeunesse
Hamer déclare avoir eu une enfance difficile : sa mère et son beau-père abusent d'elle et elle quitte le foyer familial à 15 ans,. Elle vit ensuite dans la rue où elle déclare avoir été violée à plusieurs reprises dans cette période et tombe dans la drogue et tente de se suicider,.

## Carrière de catcheuse (1990-...)

### Débuts
Alors qu'elle travaille comme cuisinière dans le comté de Norfolk, elle fait la connaissance du catcheur et promoteur Ricky Knight,. Elle l'épouse et travaille pour lui d'abord en coulisses avant de devenir catcheuse.

### Shimmer Women Athletes(2011-...)
Saraya Knight arrive à la Shimmer Women Athletes le 26 mars 2011 au cours de SHIMMER Volume 37 où Rebecca Knox présente Knight et sa fille Britani. Ce jour-là, elles défient les catcheuses de la fédération et battent Nikki Roxx et Ariel. Ce même jour a lieu l'enregistrement de SHIMMER Volume 38 où elles perdent un match pour le championnat par équipes de la SHIMMER. Son alliance avec sa fille prend fin le 1er octobre après leur défaite dans un match de championnat face à Ayako Hamada et Ayumi Kurihara, Saraya blessant sa fille après ce combat. Le lendemain, elles s'affrontent dans un match sans disqualification remporté par Britani.
Le 18 mars 2012, elle intervient dans le match pour le championnat de la Shimmer opposant Cheerleader Melissa à Jessie McKay en faveur de McKay durant SHIMMER Volume 47. Knight et Melissa en viennent aux mains après ce combat. Au cours de l'enregistrement de l'épisode suivant, elle soumet Melissa en utilisant les cordes et devient championne de la Shimmer.

## Palmarès
- Bellatrix Female Warriors (en)
  - 2 fois championne du monde de la Bellatrix (actuelle)[10]
  - 2 fois championne britannique de la Bellatrix[11]
- Blackcraft Wrestling
  - 1 fois championne féminine de la Blackcraft (actuelle)[12]
- European Catch Tour Association (ECTA)
  - 1 fois championne féminine de l'ECTA[13]
- German Stampede Wrestling (de) (GSW)
  - 1 fois championne féminine de la GSW[14]
- Herts and Essex Wrestling (HEW)
  - 3 fois championne féminine de la HEW[15]
- IndyGurlz Championship Wrestling
  - 1 fois championne IndyGurlz Australia[16]
- Premier Promotions (PWF)
  - 1 fois championne par équipes féminine de la PWF avec Britani Knight[17]
- Queens Of Chaos (QOC)
  - 1 fois championne de la QOC[18]
- Real Deal Wrestling (RDW)
  - 1 fois championne poids lourd de la RDW[19]
  - 1 fois championne féminine de la RDW[20]
- Real Quality Wrestling (RQW)
  - 1 fois championne féminine de la RQW[21]
- Shimmer Women Athletes
  - 1 fois championne de la Shimmer[22]
- Swiss Championship Wrestling (SCW)
  - 1 fois championne féminine de la SCW[23]

## Récompenses des magazines
- Pro Wrestling Illustrated

| Année | 2012 | 2013 | 2014 | 2015 | 2016        | 2017 |
| ----- | ---- | ---- | ---- | ---- | ----------- | ---- |
| Rang  | 8    | 3    | 14   | 32   | Non classée | 27   |